# صموئيل آدمسون
صموئيل آدمسون (بالإنجليزية: Samuel Adamson)‏ هو كاتب مسرحي وكاتب أسترالي، ولد في 27 نوفمبر 1969 في أديلايد في أستراليا.

## وصلات خارجية
- صموئيل آدمسون على موقع IMDb (الإنجليزية)